# Správce úloh
Správce úloh je komponenta operačního systému Microsoft Windows. Uživateli poskytuje informace o činnosti a výkonu počítače, běžícím softwaru, spotřebovávané paměti CPU a GPU ad. Program lze spustit pomocí nástroje Spustit a příkazu taskmgr, stiskem kombinace kláves Ctrl+Alt+Delete a výběrem příkazu Správce úloh, stiskem kombinace kláves Ctrl+ ⇧ Shift+Esc nebo kliknutím pravého tlačítka myši na hlavní panel (ve Windows 11 na tlačítko Start) a výběrem příkazu Správce úloh z kontextové nabídky.
Správce úloh byl představen ve Windows NT 4.0, předešlé verze Windows obsahovaly primitivní Seznam úloh, Windows 9x obsahovaly nástroj Zavřít program, oba tyto nástroje sloužily k výpisu běžících procesů a vynucení jejich ukončení.

## Přehled
Program po spuštění nabízí dvojí rozhraní. Zjednodušené, nebo také „Méně informací“ vypíše jednoduchý seznam běžících programů, které lze tlačítkem Ukončit proces zavřít. Další „Více informací“ vypíše kompletní seznam všech běžících procesů rozřazených do skupin aplikace, procesy na pozadí a procesy systému Windows.
Ve skupině aplikace jsou vypsány běžící okna programů, zpravidla viditelná na obrazovce, nebo minimalizovaná. Tyto procesy lze ukončit tlačítkem Ukončit proces.
Ve skupině procesy na pozadí se zobrazuje seznam procesů, které normální uživatel nepostřehne, protože jak napovídá název, probíhají na pozadí. Zpravidla lze vynutit tlačítkem jejich ukončení, někdy je však ukončení odepřeno, protože by mohl vynucením jejich ukončení selhat jiný, podstatný proces.
V poslední skupině se nalézá seznam systémových procesů, které jsou nutné pro správnou funkčnost systému. Tyto procesy nelze ukončit, protože by mohla být ohrožena správná činnost systému, jediný proces, který lze zde zpravidla ukončit je proces „Průzkumník souborů“, což však v tomto případě není okno známé pro správu souborů na disku, ale souhrn celého grafického uživatelského rozhraní. Ukončení procesu uživatelské rozhraní restartuje. To je vhodné v případě, že se uživatelské rozhraní načte špatně. Výpisy jsou doplněny o přehled prostředků, které si proces nárokuje a informaci o jeho náročnosti.
Program v rozhraní Více informací obsahuje i další záložky. V záložce Výkon najde uživatel informace o využívaných prostředcích procesoru, paměti, disků, sítě a GPU. Dále se zde nalézá záložka Historie aplikací, která vypíše seznam programů a základních informacích o tom, kolik času strávil proces využíváním procesoru a kolik paměti využil dohromady, v záložce Po spuštění nalezne uživatel seznam procesů, které se spustí spolu s načtením systému, v záložce Uživatelé uživatel zjistí, jak moc velkou část prostředků využívá které uživatel, správce systému může vynutit skončení všech procesů využívaných konkrétním uživatelem.

## Historie
Správce úloh vznikl jako vedlejší činnost vývojáře Microsoftu, Davida Plummera, v roce 1995 jej daroval společnosti, aby se stal jednou z výchozích komponent systému.

### Windows 9x
Program pod názvem Zavřít program se ve Windows 9x spustil, pokud uživatel stiskl klávesovou zkratku Ctrl+Alt+Delete. Ta původně sloužila k restartování počítače, později k vypnutí systému. Tehdejší Správce úloh měl o mnoho méně funkcí a schopností, než novodobý.

### Windows XP
Ve Windows XP byly do Správce úloh přidány záložka Uživatel, možnost ukončit proces jeho výběrem a stiskem klávesy Delete a v tomto systému bylo opraveno krácení názvu procesu na méně než 15 znaků.